# Peder Kjær-Andersen
Peder Kjær-Andersen noto anche come Peder Kjær Andersen, Peder Kjær o Peter Kjær (Hammel, 23 febbraio 1935) è un ex calciatore danese, di ruolo attaccante.

## Carriera

### Club
Ha giocato nella prima divisione danese.

### Nazionale
Nel 1957 ha segnato un gol in 3 presenze con la nazionale danese.

## Palmarès
- Campionato danese: 4

Aarhus: 1954-55, 1955-56, 1956-57, 1960
- Coppa di Danimarca: 4

Aarhus: 1954-1955, 1956-1957, 1959-1960, 1960-1961